# David Golder
David Golder es una novela de Irène Némirovsky publicada en 1929 por la editorial francesa Éditions Grasset. El éxito del libro reveló a Némirovsky como escritora.
La novela fue, probablemente, la primera edición en español de una obra de Némirovsky. Apareció el 28 de junio de 1936 en la Revista literaria, una publicación semanal, como «novela de aventuras».
La trama se centra en el héroe epónimo, proveniente de un gueto del Imperio ruso, quien se enriqueció gracias a su implacabilidad en especulaciones financieras a veces dudosas. Quebrará cuando problemas cardíacos le obliguen a modificar su conducta: al final de sus fuerzas, no es para él ni para su codiciosa esposa, sino para su hija, frívola y egoísta, que parte para negociar un contrato petrolero en la Unión Soviética, donde encuentra su fin.
Némirovsky se inspiró en los círculos advenedizos frecuentados por sus padres. Esta novela de costumbres contemporánea que desemboca en un drama existencial fue planteada en su momento como un retrato intransigente del mundo del dinero. Los críticos, por el contrario, apuntan a su representación de los judíos marcados por estereotipos, aunque la autora afirmó que se basaba en observaciones personales alejadas de cualquier generalización antisemita.
La polémica resurgió en Estados Unidos en los años 2000, cuando se redescubrieron los libros de Némirovsky, que habían caído en el olvido tras su muerte en Auschwitz. Ciertos periodistas se basan en particular en los rasgos físicos y morales de los personajes de David Golder para hacer de la novelista un modelo de autoodio judío. Recordando que este libro, del cual la autora ya en 1935 lamentó ciertos pasajes que podrían parecer antisemitas, era anterior al triunfo del nazismo y al Holocausto, los especialistas de su obra, sin embargo, juzgan que su relación con el judaísmo fue más sutil.

## Génesis y escritura

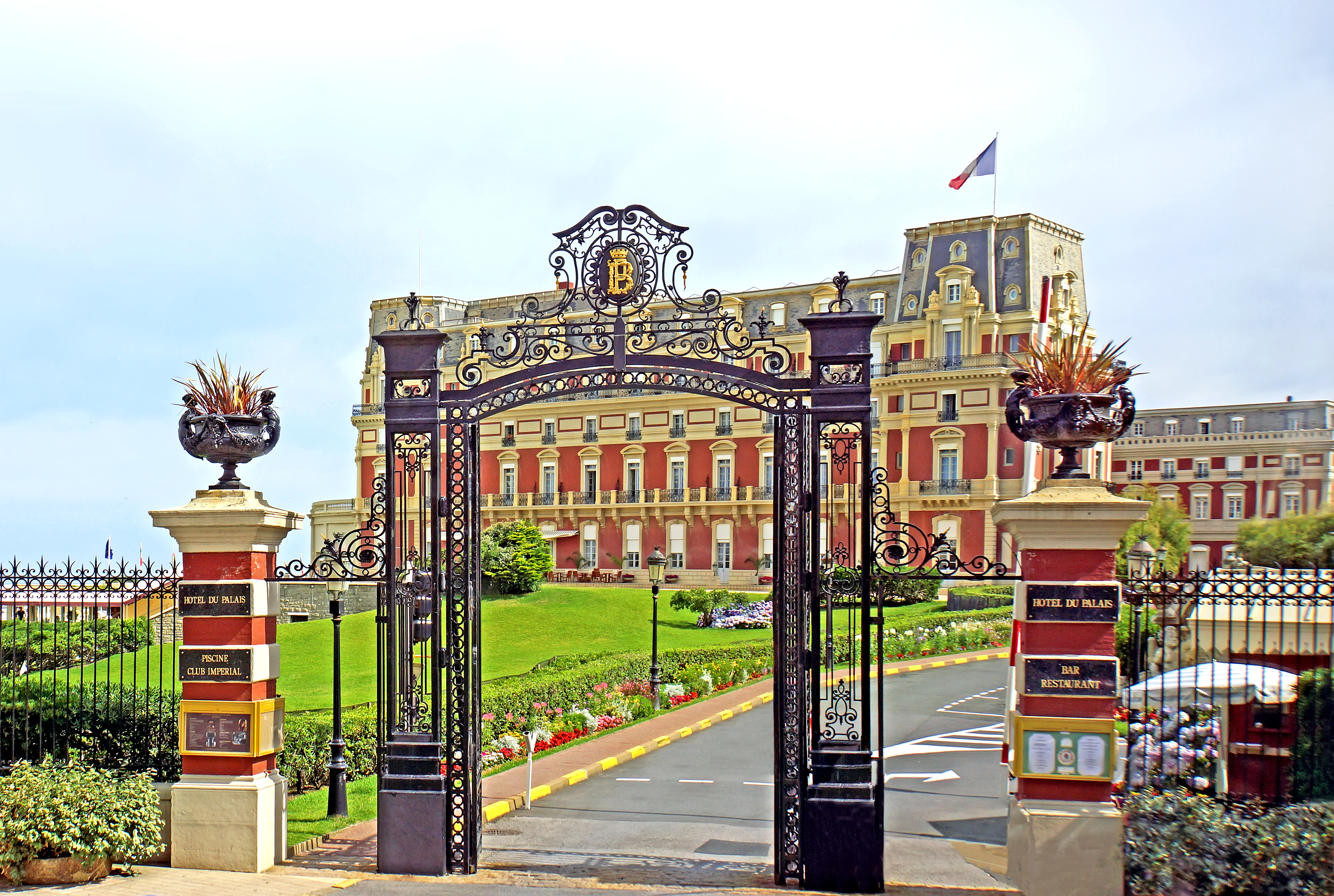
El Hôtel du Palais, donde se hospedaron varias veces los Némirovsky.

Irène Némirovsky trabajó durante unos cuatro años en el manuscrito de David Golder y publicó algunos textos breves. La idea se le ocurrió en 1925, durante sus últimas vacaciones de joven con sus padres, en un palacio de Biarritz. Si no necesariamente se cruzó con Alexandre Stavisky, pudo contemplar, dijo, el «espectáculo de todos estos holgazanes trastornados y viciosos, de todas estas personas mezcladas con financieros dudosos, mujeres en busca de placer y nuevas sensaciones, gigolós, cortesanas, etc».
Queriendo describir el entorno de los empresarios judíos de origen ruso que la rodeaban desde pequeña, pensaba en su padre, un banquero que solo especulaba a corto plazo, y en la pareja artificial que formaba con su madre: ella huyendo de la vejez hacia el adulterio mientras él cerraba los ojos, sólo tenían en común el dinero y su hija. Irene comprendió desde muy temprano que no era más que una carga para su madre. Posteriormente, analizó que para este tipo de mujeres, el niño es un cruel recordatorio de la edad, obstaculizando su sueño de perpetua seducción. También se inspiró en el magnate del petróleo y multimillonario Alfred Loewenstein, cuyos proyectos de viviendas para la élite rica aparecían entonces en los titulares de la Costa Vasca.
En una primera versión de 1926, el héroe, que hizo fortuna en Estados Unidos vendiéndolo todo, sueña con construir una ciudad paradisíaca sobre las marismas llamada «Ciudad David»; su esposa Ruth se llama Bella; y su hija, Joy o Joyce, es una perdedora ingrata. Este trío judío-ruso desarraigado y desgarrado por la codicia está inspirado en la juventud de Irene. Sin embargo, se reconcilia con el recuerdo de las humillaciones o de los pogromos y la parábola prevalece sobre la sátira.

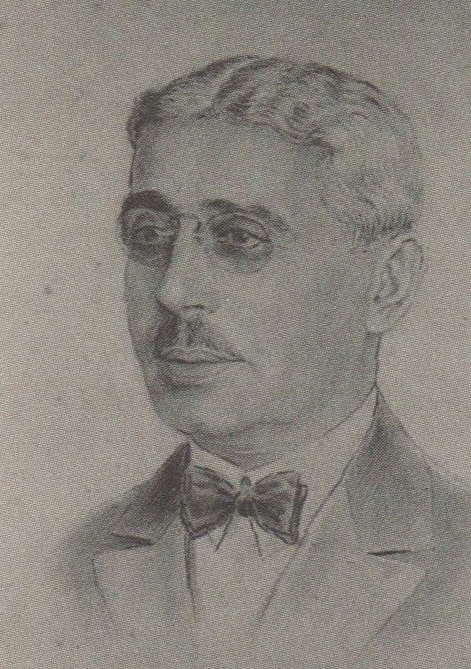
Léon Némirovsky, padre de Irène (antes de 1914).

A finales de julio de 1926, Irène se casó con Michel Epstein, un judío ruso que había emigrado como ella, vivían tranquilos y ella tenía tiempo para escribir, cuando no se lo pasaba recibiendo ni sintiéndose, como ella decía, «la esposa en absoluto» de su marido. Si bien decía que sólo quería divertirse, sin embargo, por la mañana y por la tarde, tumbada en un sofá, ya aplicaba el método de Iván Turguénev: imagine usted mismo todos los personajes, incluso los detalles físicos, morales o biográficos inútiles para la historia, y luego conserve sólo las características más destacadas. Además, aprendía sobre quiebras, derecho de sucesiones y enfermedades cardíacas. Pasó el otoño de 1928  leyendo revistas sobre petróleo. Visitó también por primera vez la rue des Rosiers y el Marais, un popular barrio judío de París.
David Golder fue reescrito tres veces en tres años, encontrando en el segundo semestre de 1928 el estilo conciso y brutal que lo hizo exitoso. Muy apegada a su padre, Irene transformó progresivamente al héroe en una especie de trabajador cuya dignidad paterna es despreciada, lo que refuerza la dimensión moral de la trama. Michel, su primer lector, también la animó a trascender la relación conflictiva que tenía con su madre, tema de L'Ennemie, publicado en 1928 bajo el seudónimo de Pierre Nerey en la revista Les Œuvres libre de Fayard. Esta publicación mensual literaria publicó en 1927 L'Enfant génial, un cuento sobre un poeta que pierde la inspiración al salir del gueto. También publicó El baile (Le Bal) en febrero de 1929, una breve variación del conflicto madre-hija; escrita, según precisó la autora, «entre dos capítulos de David Golder». Al final del verano, con seis meses de embarazo, Irène Némirovsky dio los últimos retoques a su manuscrito.

## El mundo de la ficción

### Resumen
París, 1926. Una amarga disputa enfrenta al especulador David Golder con su antiguo socio Simon Marcus, quien le pide que le ayude a salir de un apuro financiero vendiéndole acciones petroleras rusas sin valor o relanzando negociaciones con él en la región de «Yeisk», en la Unión Soviética. Responsable de las dificultades de Marcus, que él mismo duplicó al aliarse con el banquero de Tübingen, Golder se niega a ello, liquidando así su asociación al frente del «Golmar». Marcus se suicida esa misma noche en un burdel.
Más tarde, a bordo del tren nocturno que lo lleva a Biarritz para reunirse con su esposa Gloria y su hija Joyce, Golder está a punto de sufrir un paro cardíaco. Encuentra su lujosa villa invadida, como de costumbre, por una serie de parásitos, entre ellos Hoyos, el antiguo amante de Gloria, Fischl, un famoso delincuente, y Alexis, un aristócrata decadente del que Joyce está enamorada. Joyce, que lleva una vida tan cara como disoluta, convence a su padre para que juegue para ella en el casino. Temprano en la mañana, exhausto, le da 50 000 francos y luego se desploma, víctima de un infarto.
Aterrorizada ante la idea de tener que renunciar a su estilo de vida si su marido muere, pero también si este se retira del negocio, Gloria le oculta la gravedad de su estado. Él, por su parte, está cansado de trabajar duro y pagar por los demás. Sin embargo, como los valores de Golmar P se han derrumbado, todavía le gustaría especular en las bolsas e ir a Yeisk para resolver un acuerdo iniciado por Tübingen. Su esposa lo acosa para poner a su nombre más que los bienes muebles que ya tiene. Golder le ha dicho que todo iría a parar a Joyce, y ella le revela que su hija no es suya sino de Hoyos.

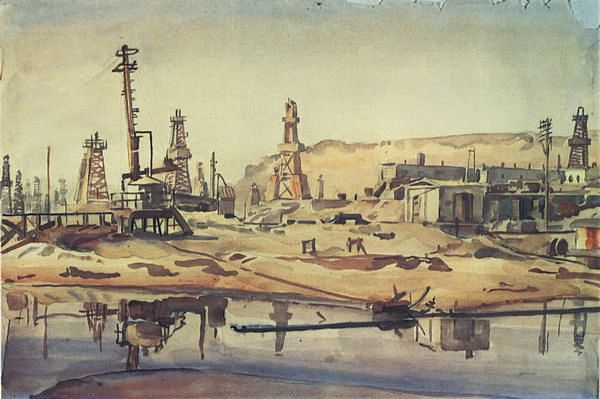
Konstantin Bogayevsky, Yacimiento petrolífero en Bakú (1930).

La quiebra de David Golder es total y su casa de Biarritz se vende. Consumido por la enfermedad y la tristeza, sobrevive solo en su apartamento parisino vacío, por la noche juega a las cartas con su amigo Soifer, un millonario avaro. Tübingen intentó en vano convencerle de que fuera a la URSS a defender sus intereses. Es entonces cuando aparece Joyce, todavía en una situación desesperada y dispuesta a casarse con el viejo Fischl por su dinero. Asqueado por esta idea, David cede una vez más a su ternura hacia ella. Después de cuatro meses de intensas discusiones, Golder finaliza el contrato para la explotación y comercialización del petróleo de Teïsk con representantes del gobierno soviético. Luego se embarca hacia Francia desde el puerto del Mar Negro del que había partido cuando era joven. El cruce es muy duro y le da otro infarto. Apoyado por un joven emigrante judío al que intenta disuadir de perseguir fortuna, comienza a delirar en yidis y muere tras ver sus recuerdos más lejanos de un desfile en el shtetl.

### Aspectos formales
La composición sencilla y el estilo trivial de David Golder lo hacen muy animado.
Cronológicamente, la historia se divide en capítulos cortos, sin numerar y sin título. Paul Renard señala que la novelista, que más tarde probaría suerte como guionista, utiliza bloques narrativos similares a las secuencias, así como la ausencia de largas descripciones y la abundancia de diálogos. Estos son sorprendentes, con un registro lingüístico familiar e incluso crudo. Después del «No» inicial -del cual la autora estaba muy orgullosa- que sumerge al lector en medias res, en medio de una conversación entre Golder y Marcus, el Íncipit marca el tono: «En 1920, cuando usted compró sus famosos petroleros, ¿cuánto valían?[...] Ahora te das cuenta de que los campos petroleros en Rusia, en 1926, son una mierda para ti? Eh» El texto está cosido con líneas tan sencillas, como en una escena en la que Gloria pierde los estribos con David: «¡Matón!... ¡Perro!... ¡No has cambiado! [...] Yo no te engañé... Porque engañas a un marido... a un hombre que se acuesta contigo... que te da placer... ¡Tú!... Pero desde hace años eres un viejo enfermo... un trapo». Mientras el protagonista reconecta con sus orígenes, Némirovsky añade algunas palabras en yidis, la lengua de su padre.
El lenguaje duro o incluso «asqueroso» señalado en su momento por ciertos críticos va de la mano de detalles que consideran vulgares, como las insinuaciones de Joyce sobre el voyerismo de Hoyos. La novelista maneja el arte de la sugestión como amplificaciones casi épicas. Si se contenta con indicar que Golder se asfixia cuando Marcus sale de su oficina, señal de malestar inicial, hace espectacular su caída en el casino: «Y al mismo tiempo el gran cuerpo se balanceaba de una manera extraña y aterradora; levantó ambos brazos en el aire, surcó el vacío y luego se desplomó, con ese ruido sordo y profundo, como un gemido, que parece elevarse desde las raíces vivas de un árbol caído, hasta su corazón».
Némirovsky también utiliza, aparentemente de manera intuitiva, técnicas narrativas que sistematizó después de leer obras sobre el arte de la ficción, el punto de vista interno (aquí el del héroe) y estilo indirecto libre. Por ejemplo, a diferencia de la de Soifer que asume el narrador, la descripción de Fischl realizada en tercera persona traduce la visión que Golder tiene de él, lo que introduce una ambigüedad.

### Personajes principales
«Ciertamente utilicé elementos auténticos, pero dispersos», explica Irène Némirovsky. Aparte del héroe, casi ninguno de los personajes de esta comunidad empresarial esencialmente judía escapa a la caricatura.

#### David Golder

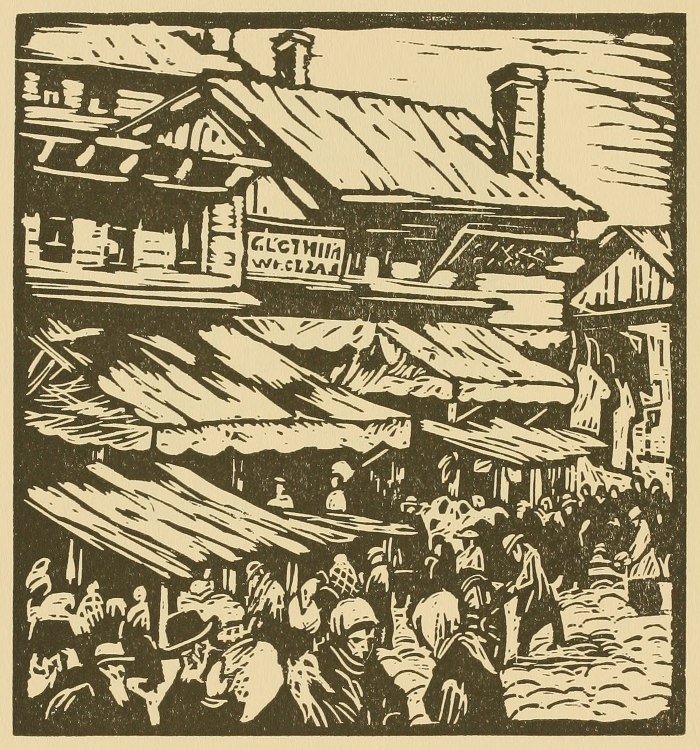
Todros Geller, Haciendo negocios (1925): Maxwell Street, barrio judío de Chicago entre 1880 y 1920.

El protagonista «no encaja en ningún esquema predefinido», y domina la novela con su estatura y complejidad. 
Arquetipo del «hombre hecho a sí mismo», David Issakitch Golder se inspira tanto en Léon Némirovsky o Henri Deterding, que empezaron de la nada antes de fundar Shell con su competidor Marcus Samuel Moss, como en Alfred Loewenstein. A sus sesenta años, enorme, Golder recuerda haber sido «un judío pequeño y flaco, con pelo rojo, ojos penetrantes, pálidos, botas con agujeros, bolsillos vacíos», obligado a dormir a la intemperie cuando era ropavejero en Moscú, Chicago o Nueva York. Convertido en un temido verdugo empresarial, «debe dar, espera Irène Némirovsky, una impresión de piedra maciza» a pesar de su cuerpo blando y su tos asmática. Está casi libre de estereotipos caricaturizados, salvo su nariz que poco a poco se va transformando hasta convertirse en «enorme, con forma de gancho, como la de un viejo usurero judío».
Debajo de la dureza e incluso de la arrogancia de sus modales, Golder ofrece una mezcla de orgullo, generosidad y crueldad. También es «un héroe de la lucidez, que no se deja engañar por las apariencias»; se sabe, a pesar de su hipocresía, odiado por sus rivales, despreciado por su esposa y manipulado por su hija. Para ellos y su camarilla, no es más que una máquina de hacer dinero, «condenado a este papel por el oro inscrito en su nombre»: «gold» significa oro en inglés o alemán, así como en yidis. Su impotencia sexual, de la que Gloria se burla, puede interpretarse como el precio de su omnipotencia financiera: incluso si su legado a Joyce restablece una paternidad simbólica, la quiebra de David Golder, ni hombre ni padre, es ante todo personal.
Su clarividencia y su grandeza lo distinguen de otros personajes. Al darse cuenta de que la respetabilidad no se puede comprar y que toda su vida no ha hecho más que «pagar por» (en ambos sentidos, gasto y expiación), se pregunta para quién, por qué, y comienza a desligarse de los negocios. David Golder es un hombre que dice «No» a su pareja, a su esposa y a su amante, a su hija —queriendo todo para ella—, a su propio destino como empresario y a la idea misma de riqueza. Si acabó aceptando un intento de suicidio de Joyce, buscó en un retiro casi monástico protegerse de la inevitabilidad del dinero que había arruinado su salud y su alma.
A medida que se vuelve más solitario, Golder reconecta con su identidad judía reprimida: en la taberna de la Rue des Rosiers donde Soifer lo lleva a comer gefilte fish en el puerto que reconoce como si lo hubiera abandonado el día anterior, en el barco donde el emigrante es un doble de su juventud; muriendo, cuando encuentra su lenguaje, ve de nuevo la casa de su infancia y cree oír a su madre llamándolo. La agonía de Golder y sus angustiadas meditaciones sobre el significado de la vida durante su primer ataque han sido comparadas con La muerte de Iván Ilich, una fuente probable de la novelista que admiraba mucho a Tolstoi.
Cuando muere junto al joven migrante, concluye Jonathan M. Weiss: el «círculo [es] completo: Golder es el eterno extranjero, el judío errante».

#### La madre, la hija y sus gigolós

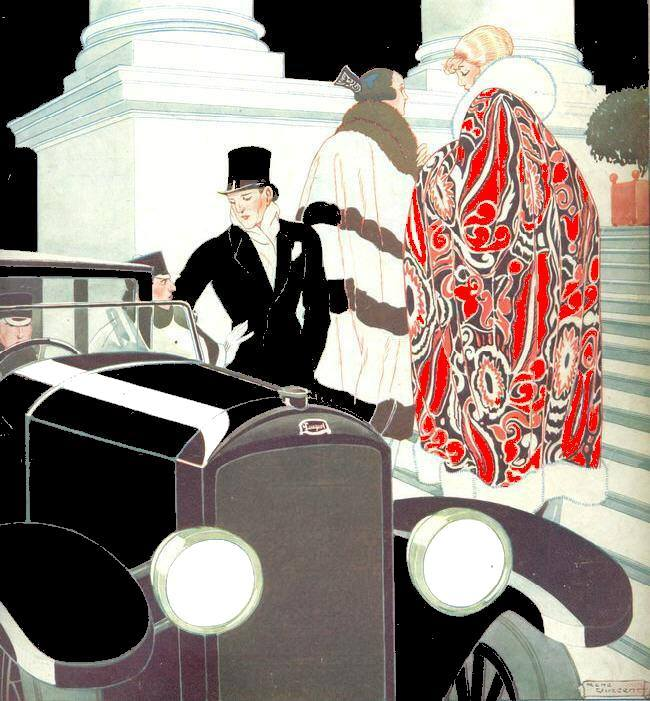
René Vincent, portada de Automobilia (julio de 1922).

Irène Némirovsky se inspiró en parte en su madre y en ella misma para imaginar el séquito de David Golder.
Hija de un usurero que abandonó el gueto de Chisináu gracias a su marido, Gloria Golder busca exorcizar la pobreza y sus orígenes, incluido su nombre de pila Havké. Cubierta de joyas, excesivamente maquillada, obsesionada por el dinero y con el deseo de seguir siendo deseable, Gloria tolera a su marido mientras pueda saquear su fortuna. «Forma parte de la galería de esposas y madres egoístas, codiciosas e infieles que pueblan la obra de Némirovsky» y se parecen a su propia madre. Fanny Némirovsky, en efecto -que había cambiado su nombre de Anna- era una mala madre, avara, irracionalmente perseguida por el espectro del gueto, así como una mujer adúltera asustada por el de la edad: habiéndola sorprendido con uno de sus amantes, su hija le había jurado un odio que en David Golder todavía resuena, aunque menos que en L'Ennemie o El baile.

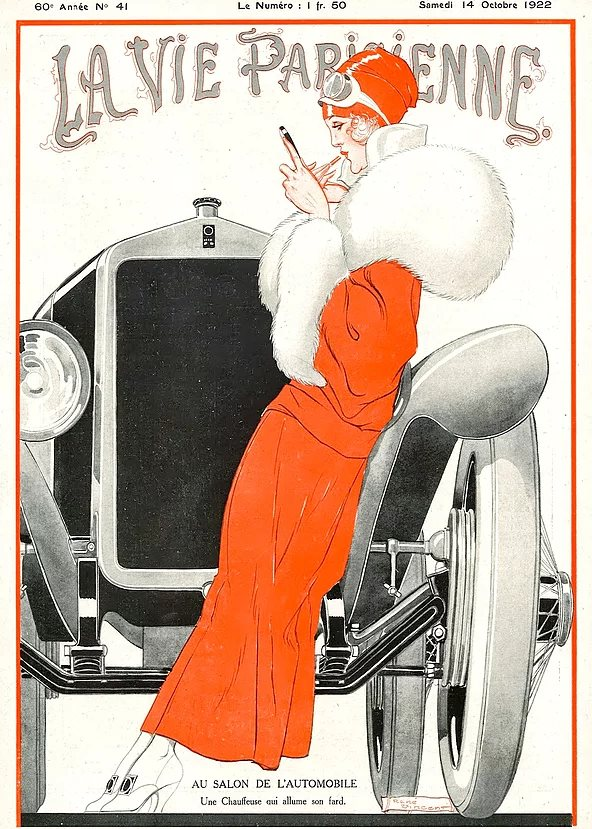
A. Vincent, portada de La Vie Parisienne (octubre de 1922).

Con Joyce, Irène dibuja, según Olivier Philipponnat y Patrick Lienhardt, un severo autorretrato del pasado, del que luego se arrepentirá. Con prisa por vivir, por disfrutar y disponer libremente de su cuerpo, Joyce encarna el frenesí de los locos años veinte unido a un individualismo sin escrúpulos. Tonta, pero sabiendo contar historias, los comentaristas señalan que con una charla casi incestuosa, representa cínicamente la comedia del amor filial a su padre ilegítimo para obtener dinero o un coche nuevo.
Si Golder la llama «Joy» porque ella lo hace feliz, él también la trata como «grue» (zorra): conoce sus escapadas y mide dolorosamente la «degradación de un vínculo afectivo del que sólo la necesidad cada vez más apremiante de dinero mantiene la ilusión», de ahí el paralelo establecido a menudo entre David Golder y Papá Goriot, que Irène Némirovsky no había leído en ese momento. A través de sus exigencias insaciables, Joyce podría finalmente encarnar una parte infantil de Golder, la que sueña con compensar las frustraciones de una infancia pobre mediante la acumulación.
El lector vislumbra la multitud traicionera de «todos los delincuentes, los proxenetas, las viejas prostitutas», invitados o mantenidos a expensas de Golder. Hoyos «es el tipo de gigoló guapo» a la vuelta: el aventurero que vive en el anzuelo de Gloria resulta ser un pervertido que espía a su hija natural en la cama con su amante. En cuanto a este último, efebo de una antigua familia gobernante, desea a Joyce sin renunciar a otros vínculos, en particular con la anciana que paga sus servicios.

#### Empresarios
Sólo Soifer y Fischl, asegura la novelista, fueron «tomados directamente de la realidad».
Tübingen es un antiguo financiero de gran envergadura. Discreto, dotado de un «rostro puritano, pálido y de labios apretados», encarnaría un capitalismo protestante: a la concepción egocéntrica y nihilista de Golder, opone el ideal de una transmisión patrimonial no tanto del beneficio acumulado, prestado por Dios, como de la actividad misma, donde se muestra a la vez ambicioso y pragmático.
Marcus, el socio judío de Golder, es para su autora un modelo de asimilación hasta el punto de que no quiere saber de dónde viene. Pero más allá de sus pinturas maestras y sus relaciones mundanas, ella le brinda un «apetito oriental de las mujeres» lo que le hace elegir Le Chabanais, un famoso burdel de la época, para acabar con su vida.
Soifer, inmensamente rico, «era de una avaricia que rayaba en la locura»: el narrador enumera las manifestaciones extravagantes (vivir en una vivienda sórdida y amueblada, negarse a pagar un taxi, dentadura postiza, ahorrar suela de zapato caminando de puntillas) que parecen «provenir de la comedia de Molière». Golder lo disfruta y aprecia a Soifer por la mirada imbuida de humor negro y nostalgia que adopta sobre el sórdido mundo de su juventud.
Fischl sólo aparece una vez en persona: un delincuente que confiesa sin pudor haber cumplido condena en prisión, es «un judío regordete, rojo y rosado, de aspecto cómico, innoble, un poco siniestro, con los ojos brillando de inteligencia detrás de las finas gafas con brazos dorados, su vientre, sus piernas débiles, cortas y retorcidas, sus manos asesinas». Jonathan Weiss juzga esta descripción «más estereotipada que real», y Susan Rubin Suleiman recuerda que Fischl es visto por un Golder furioso por haber sido expulsado de su propia habitación: el hombre le parece un espejo distorsionado de sí mismo que «habla y actúa demasiado como un judío visto por los antisemitas».
Soifer y Fischl son los más citados por los detractores de una obra donde la presencia de estereotipos negativos sobre los judíos plantea interrogantes.

### Temas esenciales
Si el tema de esta «novela de orígenes» puede ser refinado, Irène Némirovsky no negó haber articulado riqueza, depravación y judaísmo.

#### Dinero y especulación
«¿Quieres saber por qué el mundo empresarial juega un papel tan importante en mis novelas? Pues simplemente, explicó la novelista a Robert Bourget-Pailleron en 1936, porque tengo muchos recuerdos personales al respecto. [...] Fue en el contexto de los conflictos monetarios donde surgieron los primeros dramas de los que mi mente fue testigo».
Cuando su hija le mostró las pruebas de David Golder, Léon Némirovsky dijo que no les había visto «grandes tonterías». El lector puede sorprenderse por la jerga bursátil y las avalanchas de cifras, sobre todo porque los detalles de las negociaciones son elípticos. Un columnista de la Revue Pétrolifere elogió también el talento ilusionista de la autora y consideró muy creíble no la imagen del mercado del petróleo, sino el carácter del especulador que apuesta por los espejismos ignorando las realidades industriales.

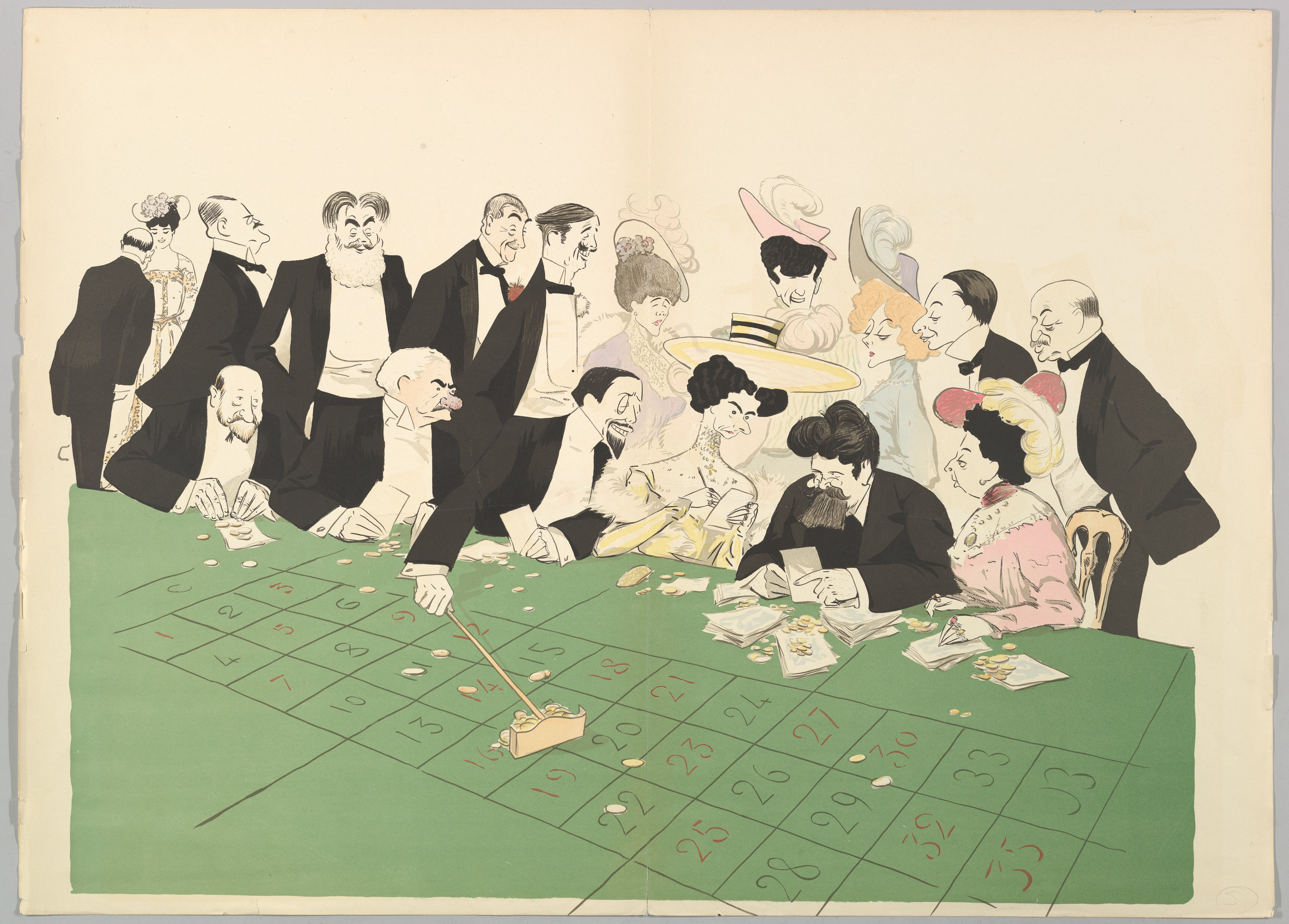
La Roulette (1910) de Sem, cuyas caricaturas apreciaba Irène Némirovsky.

Todo lo que Golder construyó —su fortuna y por tanto su vida familiar— se derrumba como un castillo de naipes. El beneficio aquí nunca resulta de una estrategia experta sino de una martingala, simbolizada por la escena del casino donde el héroe pierde y luego recupera un millón en una noche: ofrece una parodia de sus actividades y una imagen transformada del financiero como un jugador profesional. Para Jacques Poirier, esta novela muestra los peligros de un mundo que le da la espalda a un capitalismo basado en la realidad y en valores tangibles de refugio seguro —al que se aferran Soifer, Gloria o la viuda de Marcus— para  pasar a una economía especulativa donde los signos reemplazan a las cosas. «La desmaterialización de los activos y su desterritorialización convierten a David Golder en un ser sin hogar ni lugar, un judío errante del lujo».

#### Corrupción de la moral
El dinero y el adulterio desempeñan un papel importante en Némirovsky porque, más allá de su historia personal, formula un juicio moral sobre el mundo.
Durante una entrevista, declaró que estaba retratando la esclavitud de la sociedad al dinero y las luchas violentas que resultan de él. En sus relatos, la comedia burguesa se convierte en tragedia: ampliando una visión balzaciana, el dinero no sólo gobierna la esfera económica sino «informa del régimen de las pasiones». Independientemente de sus opiniones derechistas, la novelista razona como materialista, considera Jacques Poirier, porque en David Golder el dinero rige las relaciones humanas, siguiendo el modelo de las relaciones comerciales, y las clases pudientes no escapan a esta alienación.
«Con una chica de familia que parece una niña alegre y una dueña de la casa como administradora», la villa de Golder es como un burdel. Mientras que en Marx el proletario vende su fuerza de trabajo por un salario miserable, en Némirovsky «hombres y mujeres venden su poder de seducción» y viven bastante bien de él: esto expone el cinismo de una sociedad que ha negado la modestia y la ética, así como la decadencia de una plutocracia sin honor ni virtud. La aristocracia se deteriora en el demi monde, el valor del trabajo ya no es válido, «el cuerpo se vende, se compra o se alquila como cualquier objeto manufacturado», lo que ilustra perfectamente el personaje de Joyce que busca invertir mejor su capital en belleza.
Si Némirovsky borra sus intenciones moralistas en David Golder, la novela marca sin embargo un hito en una perspectiva en la que la naturaleza de hombres y mujeres se descarrila por una búsqueda de dinero que los devuelve a su soledad narcisista.

#### Judaísmo
Frente a ciertos interlocutores, Irène Némirovsky admitió haber buscado expresar en David Golder «el alma judía».
Si bien prefería el realismo y la sátira a la idealización, deseaba magnificar a través de Golder y su historia ciertos rasgos de lo que ella consideraba el «genio» judío: «coraje, tenacidad, orgullo [...] en una palabra, las agallas», cualidades que ella creía haber heredado de su padre. Especificó, sin embargo, que quería, como en otras historias, representar un entorno específico en lugar de una «raza», según la terminología de la época: el que observó de cerca, los financieros rusos asquenazi recientemente enriquecidos, o incluso, añadió, los judíos «cosmopolitas entre quienes el amor al dinero ha reemplazado a todos los demás sentimientos» y «destruye gradualmente todo amor por las tradiciones y la familia».

#### Vanidad y redención

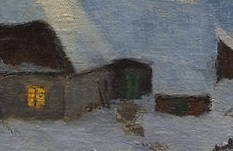
PAG. Müller-Kaempff, Invierno en Darß (detalle). David Golder muere pensando que una tarde de invierno vuelve a ver iluminada la casa de su infancia.

Esta primera novela de Irène Némirovsky incluye una dimensión espiritual bíblica e incluso cristiana.
Uno de los temas de David Golder es la ansiedad ante la muerte: ante el suicidio de Marcus, el héroe cree que morirá durante su malestar en el tren, que anticipa su travesía final en el carguero. Providencial desde este punto de vista, su quiebra provoca en él una crisis existencial iniciática: la devaluación y luego la pérdida de valores bursátiles adulterados conduce a un despojo voluntario, al mismo tiempo que a una reapropiación de otros valores: retorno a los orígenes, filiación, cultura ancestral.
Tan pronto como apareció esta «variante del Eclesiastés en el ámbito de las altas finanzas», Benjamin Crémieux y André Maurois comprendieron su pesimismo metafísico. Crémieux ve en Golder una alegoría de «el alma judía»: «lo quiere todo sabiendo que todo es nada. Por eso [muestra] a su vez la ambición del David bíblico y el desapego del Eclesiastés╦, que también lo vincula con Tolstói y el cristianismo ruso.
David Golder se sacrifica por amor a su hija al final de un viaje similar al vía crucis, vuelve sobre los pasos que siguieron a la eliminación de su brazo derecho Marcus: noche en el casino, rechazo del papel de «fabricante de dinero», venta de sus bienes, degradación física y de vestimenta, regreso a sus raíces en el barrio judío de París, abandono de su fortuna a su hija y, fase final de esta pasión, agonía en el barco donde al morir acaba como transfigurado por la luz del sol poniente que brilla a través del ojo de buey. Si la novelista tachó la última frase del manuscrito, «Entró en la paz eterna», sugiere, diez años antes de su conversión al catolicismo, la posibilidad del hombre de redimirse y salvarse.

## Un evento literario
Irène Némirovsky hizo una entrada sensacional en la escena literaria cuando una editorial importante publicó David Golder: la novela logró un gran éxito de crítica y siguió siendo su superventas.

### Una publicación plena de acontecimientos
Como cualquier evento literario, señala Jonathan M. Weiss, éste tiene su cuota de leyenda. En septiembre de 1929, Irène envió su manuscrito a Œuvres Libres, pero el redactor jefe le pidió que lo redujera en unas cincuenta páginas, o sea una cuarta parte. Incapaz de hacerlo —ni de una quinta edición al final de su embarazo—, se da cuenta de que la audacia siempre ha triunfado y que las Éditions Grasset no se sentirían ofendidas por un texto lleno de malas palabras y de insinuaciones obscenas. Lo envía con su nombre de casada y una dirección postal, «para que, en caso de fracaso, aclaró más tarde, mi familia desconociera mi enfoque» y evitar cualquier comparación con textos publicados bajo su nombre.
Henry Muller, empleado en Grasset en el departamento de manuscritos, quedó inmediatamente impresionado por el tono y la vivacidad de la historia, que se apresuró a hacer leer a su jefe. Habiendo publicado, Bernard Grasset sabía que las novelas sobre el dinero, especialmente si los protagonistas son judíos, estaban en auge, porque la época estaba preocupada por el culto a la riqueza material. Inmediatamente le escribió al misterioso «Sr. Epstein», luego, todavía sin noticias, puso un anuncio en los periódicos: «Se busca al autor que envió el manuscrito a Éditions Grasset con el nombre de Epstein». Se trataba probablemente de una maniobra publicitaria, pero la leyenda dorada de David Golder cuenta que Irène Némirovsky no se dio a conocer a Éditions Grasset hasta finales de noviembre, tres semanas después del nacimiento de su hija Denise.

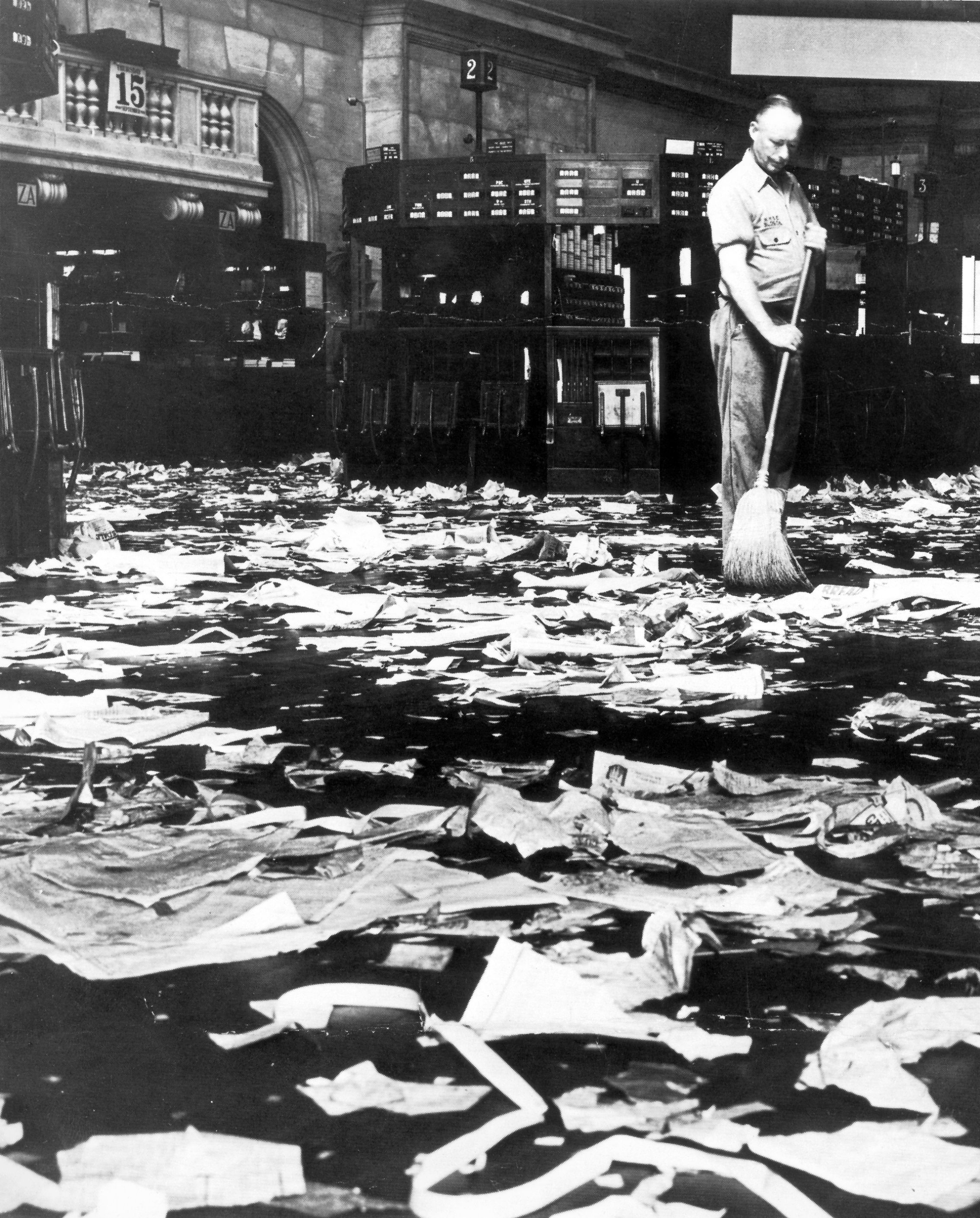
Después del crack de 1929, un empleado de Wall Street barre los títulos que habían perdido su valor.

Grasset vio el beneficio que se podía obtener del hecho de que la autora de esta novela oscura y nada sentimental fuera una joven que acaba de dar a luz, una emigrante rusa que escribía en francés: «una judía finalmente, sin complacencia hacia los suyos». En media hora se firmó un contrato  que comprometió a Némirovsky para sus tres obras siguientes. Mientras tanto, David Golder sería el cuarto volumen de la colección «Pour mon Plaisir» (Para mi placer), que Grasset reservaba para sus «favoritos» y que acaba de acoger a Jacques Chardonne (Les Varais), Jean Cocteau (Les Enfants Terribles) y Jean Giono (Un de Baumugnes).
Este editor de «estilo americano» no dejó piedra sin remover para asegurar el lanzamiento de su nuevo producto aun en prensa. El 7 de diciembre de 1929 publicó en Les Nouvelles littéraires una presentación donde, como había hecho para Raymond Radiguet con motivo de la publicación de Le Diable au corps, rejuveneció a la autora tres años para acentuar su faceta «prodigio»; anunciando una obra que «debe llegar muy lejos», «toda una filosofía del amor, de la ambición, del dinero [que] recuerda a Papá Goriot». En otras revistas siguieron comparaciones con el realismo de Balzac y el naturalismo de Zola o Dickens.
Incluso aquellos que no empleaban los métodos agresivos de Grasset se preguntaban por esta novelista de nombre impronunciable. En el escaparate de Navidad al precio de 15 francos, el libro obtuvo un éxito en las librerías, lo que se explica en parte por el contexto del final del año 1929: la Gran Depresión no llegaría a Francia hasta más tarde, pero llamó la atención en octubre la crisis bursátil y en noviembre las revelaciones en Le Canard enchaîné sobre la quiebra fraudulenta de Albert Oustric. Las aventuras de David Golder parecían hacer eco de esto, mientras que su identidad judía recordaba a Marthe Hanau, acusada un año antes en otro escándalo. «Algunos quisieran ver en él el tipo de financiero sin fe ni patria, que prospera vilmente en suelo nacional». Los lectores quedaban fascinados por estas fortunas y estos destinos que se hacían y deshacían en un abrir y cerrar de ojos según las cotizaciones de las bolsas internacionales.

### Recepción de la crítica
No todos los críticos siguieron al editor en sus paralelos con grandes escritores y algunos estaban preocupados de que David Golder pareciera transmitir una imagen negativa de los judíos, la mayoría, sin embargo, la consideró una obra sólida.

#### «Poder excepcional»

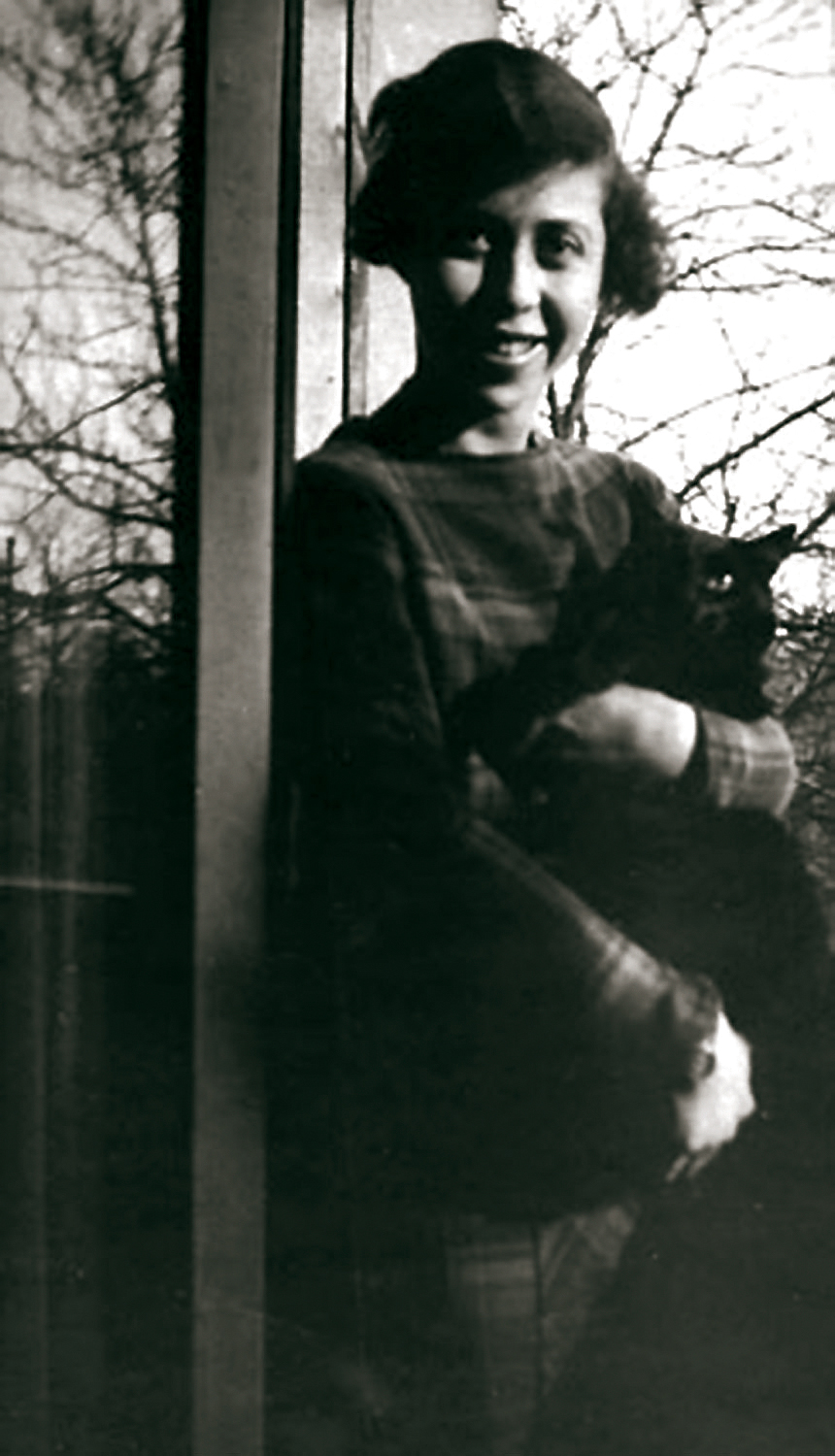
Irène Nemirovsky en 1928.

A partir de enero de 1930 David Golder fue elogiado y su fuerza a veces considerada digna de Balzac.
El 11 de enero de 1930 apareció la primera entrevista a la novelista en Les Nouvelles littéraires, «Una hora con Irène Némirovsky». El célebre entrevistador, Frédéric Lefèvre insistió en la dulzura sonriente de la joven —donde algunos imaginaron un virago— y le preguntó sobre su pasado, su obra, sus autores favoritos, el envés de la publicación de David Golder. Este artículo sería ampliamente aprovechado, aunque otras revistas también enviaron periodistas a la estrella en ascenso.
A lo largo de la primavera, los diarios y revistas parisinos o regionales le dedicaron artículos que, a menudo bajo firmas famosas, saludaban la aparición de un talento muy seguro: Henri de Régnier (Le Figaro), André Bellessort (Le Journal des Débats), Gaston de Pawlowski (Comœdia, Gringoire), Robert Kemp, Edmond Jaloux, André Billy, André Maurois, Frédéric Lefèvre (Les Nouvelles littéraires), André Thérive (Le Temps), Daniel-Rops o Robert Brasillach (L’Action française)). Marcel Thiébaut, de la Revue de Paris, fue casi el único que depreció el libro por ser «excesivamente desigual donde se alternan “piezas” exitosas con largos pasajes de inspiración muy artificial».
La mayoría de los comentaristas destacaron el carácter trágico, incluso universal, de la historia, la del capitalista moderno arruinado o el padre que se sacrifica por su hija: el héroe fue comparado no sólo con Goriot sino también con Gobseck y Nucingen. Quienes compararon la obra con Dickens, Zola o incluso Daumier destacaron su realismo despiadado: la búsqueda de los resortes fisiológicos del «judío de plata», personaje típico a lo Balzac; otros resaltaron al «hombre hecho a sí mismo» y una reflexión desilusionada sobre el mundo empresarial. El primero en hablar de «obra maestra», André Thérive, es uno de los pocos que comprende que al protagonista no le importa la fortuna, sino que toca la vanidad de sus ilusiones y de su existencia: David Golder traza, según él, no un retrato de las altas finanzas judías sino la agonía de «hombre que no supo vivir y no se atreve a morir».

#### «Un libro hermoso que apesta»

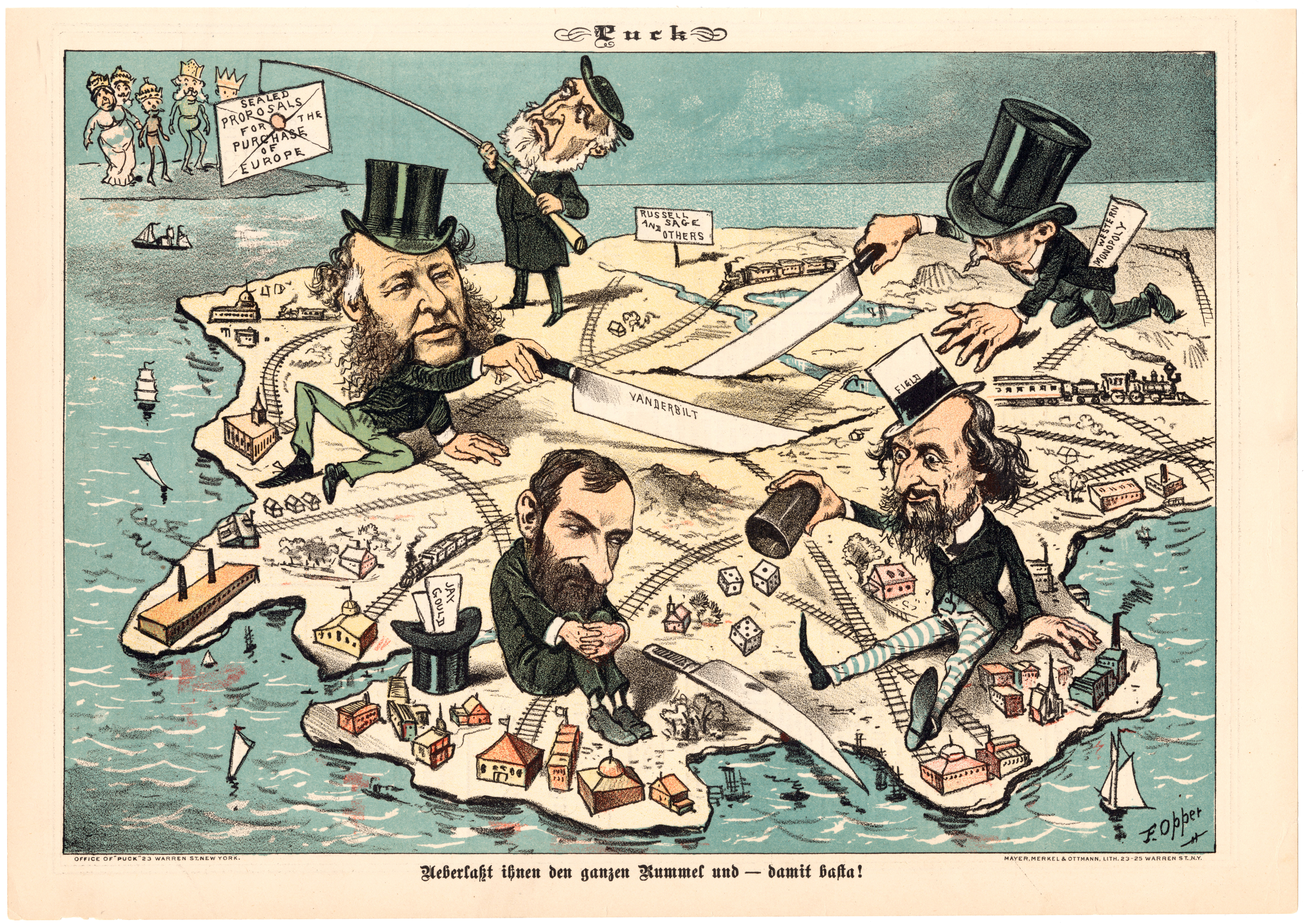
Caricatura anticapitalista de Opper del semanario satírico Puck (1882).

Si bien sus interpretaciones difieren, la apreciación de la descripción virulencia de los círculos financieros fue casi unánime.
Incluso en la prensa femenina, los críticos tuvieron dificultades para admitir que el tema y el estilo de David Golder emanaban de una mujer: «virilidad, fuerza, vigor, cinismo, dureza, oscuridad, crueldad, pesimismo, poder masculino» e incluso «músculo» eran los términos que más a menudo reflejaban el asombro de los cronistas. Algunos dudaban de que una mujer pudiera superar a Colette en audacia, otros lo reconocían a regañadientes. André Bellessort deploró que las flappers se atrevieran a cometer las mismas indecencias que los hombres, y una parte de la prensa tradicionalista auguró una decadencia de la sociedad y de la literatura.
Aunque desaconsejaron la lectura entre las jóvenes, los periódicos católicos la vieron como un repelente eficaz contra la inmoralidad del dinero y la degradación en el placer, aparte de algunos para quienes la autora seguía siendo la heredera de un banquero zarista. La prensa de izquierda también valoró el texto que revelaba las vilezas de las altas finanzas: la CGT lo publicó por entregas en su diario Le Peuple para principios del año siguiente. En cuanto a la prensa de derechas, le confirió un valor casi documental sobre el lado podrido de la economía, recordando de manera más o menos fuerte el origen judío de los protagonistas.

#### «Un judío para los antisemitas»
La forma en que cierta derecha se apoderó de David Golder para justificar su antisemitismo corroboró los temores de la prensa «israelita».
Los personajes son interesantes en el contexto de los años 1930 porque no son financieros franceses veteranos como los Rothschild, sino emigrantes recién llegados de Europa Central, cuya capacidad de asimilación estaba en entredicho. Némirovsky no dudó en atribuirles características y motivaciones supuestamente judías, empezando por un apetito de lucro que, según ella, proviene del miedo a ser perseguido por todas partes y de un destino «racial» abrumador: no poder escapar de sus orígenes. Esto aportó agua al molino de una derecha nacionalista que era antisemita.

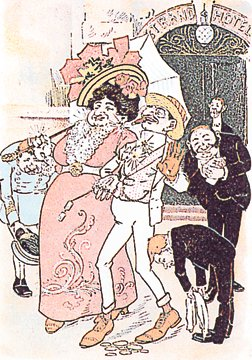
Postal antisemita alemana (hacia 1900).

Blandiendo la identidad del autor como garantía de veracidad, muchos vieron en David Golder la confirmación de sus prejuicios sobre los judíos: estereotipos físicos y psicológicos, venalidad, rapacidad, masoquismo, eterna insatisfacción, búsqueda de la tierra prometida en forma de dinero. André Billy también fingió creer en un panfleto: «Sólo un judío, se regocijó, podría escribir una acusación tan terrible y lúcida de la locura judía por el oro». Un columnista de L'Action française recomendó la obra que desmontaba el «juego de príncipes por el que los cristianos pagamos el precio». Para Gastón de Pawlowski y otros en Gringoire o Comœdia, el final de Golder invita a los judíos a integrar las normas de sus países anfitriones, a menos que quieran seguir siendo judíos errantes para siempre.
Dispuesta a ponerse de acuerdo sobre su valor literario, la prensa judía «reacciona con emoción ante retratos antipáticos de judíos» en la novela, siendo el ensayista Pierre Paraf uno de los primeros en denunciar a Golder como figura de «Judío para los antisemitas». El semanario sionista tunecino Le Réveil juif criticó a los personajes odiosos, el cliché de los judíos «reyes de oro y petróleo» pudiendo sólo estar de acuerdo con quienes los odian. Si bien una publicación mensual alsaciana insistió en la universalidad del tema, L'Univers israelite esperó para enumerar la obra hasta haber entrevistado al autor.
Por cierto, encantada por ello, Nina Gourfinkel intentó demostrarle a Némirovsky que al pintar a judíos carentes de sentido moral, corría el riesgo de proporcionar armas a sus enemigos. A lo que la joven novelista respondió que, judía y orgullosa de ello, no se la podía acusar de antisemitismo; y que ella no afirmaba haber descrito a todos los judíos, sino a los que ella conocía («Así los vi»). «El periodista ataca, el autor rechaza», Gourfinkel salió de la entrevista con el pensamiento ambiguo de que «Antisemita, ciertamente, Irène Némirovsky no lo es. Tan poco como judía». Su artículo del 28 de febrero de 1930, «La experiencia judía de Irène Némirovsky», concluía con la idea de que no es responsable si sus lectores juzgan una comunidad basándose en individuos ficticios, pero también con la esperanza de que en el futuro amplíe su visión.

### El precio de la gloria
La carrera e incluso la vida de Irène Némirovsky estarán marcadas por el éxito de David Golder, más allá de su inmediata adaptación al teatro y al cine.
Fernand Nozière, crítico de teatro que adaptaba novelas para la escena, adquirió los derechos de la obra en febrero de 1930. Acortó el texto, conservando sólo lo más «pintoresco», incluso contratando actores rusos para el final. El resultado fue un vodevil destinado a hacer reír, que la talla de Harry Baur, responsable del papel principal y de la dirección interpretativa no logró salvar. El estreno tuvo lugar el 26 de diciembre de 1930 en el Teatro de la Porte Saint-Martin. La autora se divirtió, pero la prensa y el público deploraron la lentitud de la puesta en escena y la caricatura simplista, lo que llevó a que la pieza fuera sacada de cartelera después de una veintena de representaciones.
Ya conocido en el cine mudo, Julien Duvivier decidió realizar su primera película sonora, basada en David Golder, cuya lectura le impactó. El cineasta, aficionado a la literatura, tranquilizó a la novelista cinéfila sobre su deseo de que permaneciera fiel a la obra. Los productores Marcel Vandal y Charles Delac firmaron con Grasset a finales de agosto y el rodaje comenzó en otoño, interrumpido por un embrollo legal entre Nozière y Duvivier que lo acusaron de plagio. La redacción del guion se vio facilitada por los numerosos diálogos de la novela y su estructura secuencial, que en general fueron respetados. Harry Baur y Paule Andral retomaron sus papeles, mientras Jackie Monnier interpretó a su hija, cuyo esnobismo, caprichos y engaños interpretó de una manera considerada exasperante, pero en realidad coherente, con la Joyce de la novela. Preestrenada el 17 de diciembre de 1930 en el Théâtre Pigalle, la película se estrenó en el Élysée-Gaumont el 6 de marzo de 1931 y permaneció en exhibición hasta septiembre. En marzo se proyectó en Berlín.
Al igual que Irene, muy conmovida al ver a su héroe cobrar vida, el público saludó la actuación de Harry Baur que, dotado del físico de su personaje, transmitió bien su faceta de «titán cansado». Habiendo Duvivier conservado los rasgos satíricos de los personajes secundarios, algunos lo vieron como una ilustración del peligro judío. Sin embargo, como la novela, la película escapa a la caricatura antisemita, considera Paul Renard, gracias a la grandeza sacrificial y trágica del héroe, y porque la puesta en escena y los planos refuerzan el pesimismo de la obra: dureza de las relaciones sociales, fascinación por el dinero, vanidad de las cosas y de la existencia.

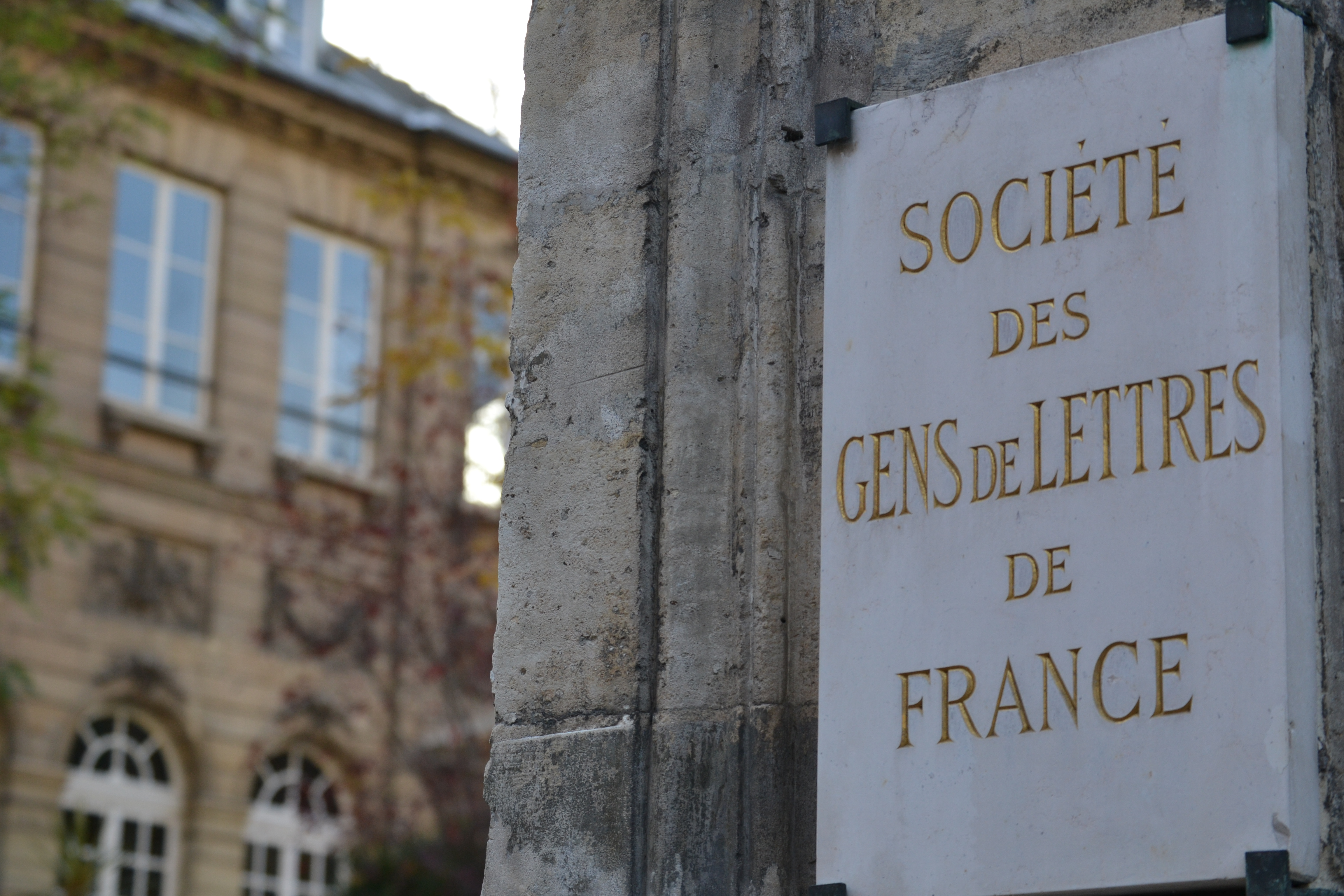
Gaston Chérau y Roland Dorgelès patrocinaron a Irène Némirovsky a la Société des gens de lettres desde 1930.

«Ninguna obra publicada después de David Golder [...] tuvo el impacto de esta novela», de la que se vendieron más de 60 000 ejemplares en Francia entre el invierno de 1930 y el otoño de 1933. Fue traducida en Estados Unidos en 1930 y en Alemania, luego en unos años por toda Europa y hasta Chile o Japón. Lanzó la carrera de Némirovsky, despertando en ella el temor de no ser lo suficientemente buena, como si la encerrara en una definición: sus textos posteriores se compararon constantemente con ella. Si sus temas rusos y sus sátiras de la burguesía francesa siempre agradaron, las «sospechas de estereotipos antisemitas» resurgieron cada vez que, ajustando cuentas con su pasado, retrataba personajes judíos en un contexto de especulación. En 1935, mientras completaba su defensa de David Golder ante la periodista Janine Auscher de L'Univers isralite («¿Qué diría François Mauriac si todos los burgueses de las Landas de Gascuña [...] le reprocharan haberlos pintado con colores tan violentos?») , modera sus principios realistas a la vista de los acontecimientos del momento: «Es seguro que si hubiera existido Hitler, habría ablandado mucho a David Golder y no lo habría escrito en el mismo sentido. Y, sin embargo, me habría equivocado, ¡habría sido una debilidad indigna de un verdadero escritor!».
En noviembre de 1930, mientras era considerada para el Premio Femina o el Premio Goncourt, Némirovsky había aplazado su solicitud de naturalización por miedo a empañar su imagen: «Me gustaría que esto fuera absolutamente desinteresado por mi parte, que el beneficio moral y material del premio no influya en modo alguno en una donación tal como yo la entiendo», le escribió a Gastón Chérau. Ni ella ni su marido podían imaginar entonces que les resultaría cada vez más difícil obtener la nacionalidad francesa.

## David Golderen elsigloXXI
La obra de Némirovsky cayó en el olvido tras la Segunda Guerra Mundial. Cuando fue redescubierta en los años 2000, sus novelas «judías», empezando por David Golder, alimentan las acusaciones de antisemitismo, especialmente en la prensa estadounidense: «El Holocausto cambió no sólo el destino de Irène Némirovsky sino también la forma en que nosotros, su público, interpretamos su obra». Los académicos, sin embargo, advierten sobre los anacronismos y cuestionan las sutiles relaciones de la novelista tanto con los estereotipos como con su identidad judía.

### Una novela controvertida
Traducida y aplaudida en los Estados Unidos en 1930, seguida de Jezabel en 1937 y La vida de Chéjov en 1950, David Golder sopesa sobre los agravios dirigidos post mortem a su autora con una virulencia sin precedentes en Francia.

#### Renacimiento de la obra
La concesión a Némirovsky, por Suite française, de un excepcional Premio Renaudot póstumo propició rápidamente la reedición de todos sus libros.
Después de las leyes antijudías del régimen de Vichy, la novelista sólo pudo publicar algunos cuentos en revistas y bajo seudónimo. Deportada en julio de 1942 y fallecida un mes más tarde de tifus en el campo de exterminio de Auschwitz, rápidamente fue olvidada como escritora. David Golder reapareció en 1947 en Ferenczi & fils, que lo había publicado en 1931 con grabados en madera de Pierre Dubreuil, y al año siguiente el Cercle Lyonnais du livre produjo 160 ejemplares decorados con planchas de cobre originales de Jean Auscher. La novela fue luego reimpresa de vez en cuando por Grasset o Hachette, incluso en Le Livre de poche, sin eco.
Tras escapar de las redadas de judíos durante la guerra, sus hijas Denise y Élisabeth permanecieron durante mucho tiempo sin darse cuenta de que la vieja maleta de su madre —objeto para ellas doloroso y sagrado— contenía una secuela novelística inacabada. La determinación de Denise Epstein a principios de los años noventa y su perseverancia en la transcripción del manuscrito antes de confiar los archivos de Irène al Institut mémoires de l'édition contemporaine llevaron en 2004 a la publicación de la Suite francesa y luego a su coronación por Renaudot. El libro tuvo un gran éxito, a pesar de que algunas voces —como las de Josyane Savigneau en Francia y Alice Kaplan en Estados Unidos— denunciaron el papel indebido que desempeñó el trágico final de la autora: ocho años más tarde, toda la obra de Némirovsky fue reeditada y en parte traducida al extranjero, donde en general es muy apreciada.

#### Surgimiento de una controversia

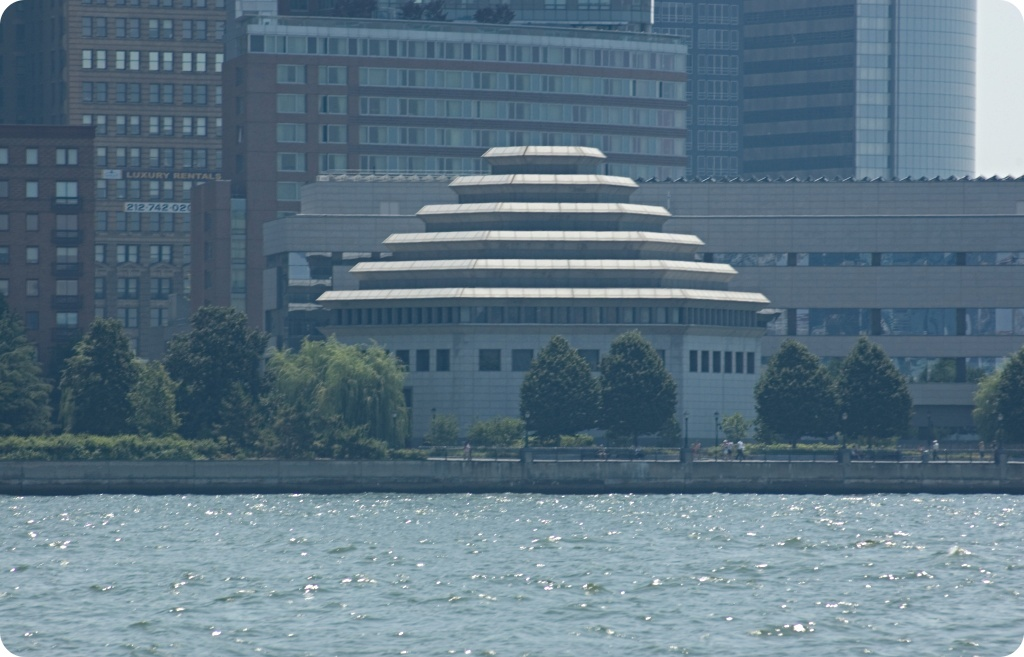
La exposición sobre la vida y obra de Irène Némirovsky en el Museum of Jewish Heritage (2008) no calmó la polémica.

En dos años, la víctima del Holocausto se convirtió, a ojos de una parte del público anglosajón, en «un judío que se odia a sí mismo» quien desde su primera novela habría repudiado a su comunidad.
La Suite francesa fue recibida calurosamente en los Estados Unidos, pero allí el interés se centró incluso más que en Francia en el carácter judío de la novelista y su muerte en Auschwitz. Sin embargo, en esta novela escrita in situ sobre el éxodo de junio de 1940 en Francia y la ocupación de Francia por las Fuerzas del Eje, la prensa judía estadounidense señala la ausencia de alusión al destino de los judíos, olvidando que bajo el régimen de Vichy sólo se permitían comentarios antisemitas.
El debate se extendió a la prensa no judía antes de debilitarse al cruzar el Atlántico. Se encendió debido a la omisión en inglés de una frase del prefacio de Myriam Anissimov cuando enumera los estereotipos peyorativos sobre los judíos esparcidos por toda la obra de Némirovsky: «¡Qué relación de odio hacia uno mismo descubrimos bajo su pluma!». El debate también fue alimentado por la nueva traducción de David Golder en 2007, así como por elementos biográficos como la conversión de Irène al cristianismo en 1939, su petición a Pétain en septiembre de 1940, su colaboración con el semanario Gringoire o sus vínculos con los antiintelectuales semíticos de derecha como Paul Morand. Sus detractores encontraron las armas definitivas en Le Mirador, la autobiografía imaginaria de Irène escrita por su hija Élisabeth Gille, su voz post-Auschwitz amplifica de hecho las dudas que la novelista tenía en los años 1930 sobre David Golder.
A la cabeza de las críticas, Ruth Franklin, editora de The New Republic, cree en su artículo «Escándalo francés [sic]» del 30 de enero de 2008 que David Golder es «en todos los aspectos un libro impresionante», una «parodia de novela racista» llena de estereotipos crudos que prefiguran los retratos «implacablemente tendenciosos» de obras futuras: Irène Némirovsky habría construido su reputación literaria sobre la base del «tráfico de los estereotipos antisemitas más sórdidos», presentando a los judíos como inasimilables por la sociedad francesa. El periodista Allen Barra habla de manera similar sobre David Golder: un «torrente de odio hacia uno mismo».
El periódico Libération lo constató en marzo de 2007: en Gran Bretaña y especialmente en Estados Unidos, Némirovsky es criticada por haber creado personajes judíos repugnantes, más estereotipados que complejos, que probablemente reforzarían los prejuicios antisemitas de su época y traicionarían su odio hacia sí misma como judía.

### Algunos malentendidos
Lejos de negar el malestar que causan hoy los personajes judíos de Némirovsky, sus defensores intentan ir más allá de las lecturas parciales y reflexionar sobre el funcionamiento de los estereotipos, especialmente en David Golder.

#### Errores o intención
Muchas críticas fracasan por desconocimiento del contexto, de toda la obra —compuesta de tres cuartas partes de novelas «no judías»— y su autora.
El héroe de David Golder lucha en el triple frente de la competencia feroz, las mujeres depredadoras y la enfermedad: es tratado con cierta ternura y desprecio por su creadora, dirigidos hacia las fuerzas corruptoras que lo rodean. Para Jonatán M. Weiss, inaugura uno de los dos grupos de personajes judíos de Némirovsky, aquellos cuyo instinto generoso no se ha visto arruinado por el beneficio y que extraen su energía de un largo pasado de persecución. Los personajes secundarios de esta primera novela son más bien un estereotipo negativo, aunque supo juzgarlos con dureza. Weiss señala, sin embargo, los errores históricos de quienes condenan a la novelista por su ceguera ante Hitler cuando éste aún no estaba en el poder y los fascistas franceses miraban más hacia Mussolini: en 1929 e incluso después, Irène Némirovsky no pudo prever el genocidio de los judíos por los nazis ni la traición a una Francia que veneraba.
La inglesa Angela Kershaw se esfuerza en su ensayo Before Auschwitz. Irène Némirovsky and the Cultural Landscape of Inter-war France por recuperar la obra de Némirovsky en su contexto literario, social y político, fuera de «la larga sombra de Auschwitz». Su análisis bourdieusiano enfatiza la conciencia de la novelista sobre el clima de recepción de las obras literarias, por lo que se permite en David Golder caricaturas que luego repudia. Preocupada en esta novela por seducir al gran público más que a una élite intelectual, jugó con sus expectativas sobre «los judíos» o «los eslavos» sin dejarse engañar, a diferencia de algunos lectores, por los estereotipos que utilizaba.
David Golder es un «macher», un término yidis que engloba para Némirovsky a todos los empresarios orientales, apátridas y un poco turbios: si parece sentir tanta repulsión como fascinación por ellos, sabe cómo hacerlos entrañables en sus ficciones, y en el artículo bastante desagradable que les dedica, durante su única incursión en el periodismo político, data del mismo año, 1934, de su elogiosa reseña de una obra de teatro antinazi alemana. Weiss, Philipponnat y Suleiman demuestran que es imposible atribuir a Irène Némirovsky el antisemitismo que pudo haber sido el de sus contactos sociales y que parece dictar retratos como los de Fischl o Soifer: nada lo autoriza según sus cuadernos de escritura, una especie de diario honesto y lúcido. Asimismo, el hecho de que continuara, como otros, publicando en Gringoire después del giro fascista de este último, puede haberse debido a su ingenuidad política, o a su incapacidad para escapar de cierto «sistema» literario, y no a una adhesión a las ideas extremas del diario, también el único que publicó la obra hasta finales de 1941.

#### La cuestión de los estereotipos
El uso de estereotipos ha provocado controversias desde la publicación de David Golder en 1929 y más aún luego de su reedición 75 años después.
La obra debe situarse en un contexto histórico y literario donde las representaciones estereotipadas de los judíos eran más o menos evidentes y no se percibían necesariamente como reflejo de una hostilidad racista, recuerdan Susan Suleiman y otros: Así Irène Némirovsky no parece avergonzarse por el hecho de que Frédéric Lefèvre viera en ella «un hermoso tipo de israelita» ni por el hecho de que el ilustrador Jean Texcier exagere al margen de la entrevista la oscuridad de su cabello y la prominencia de su nariz.

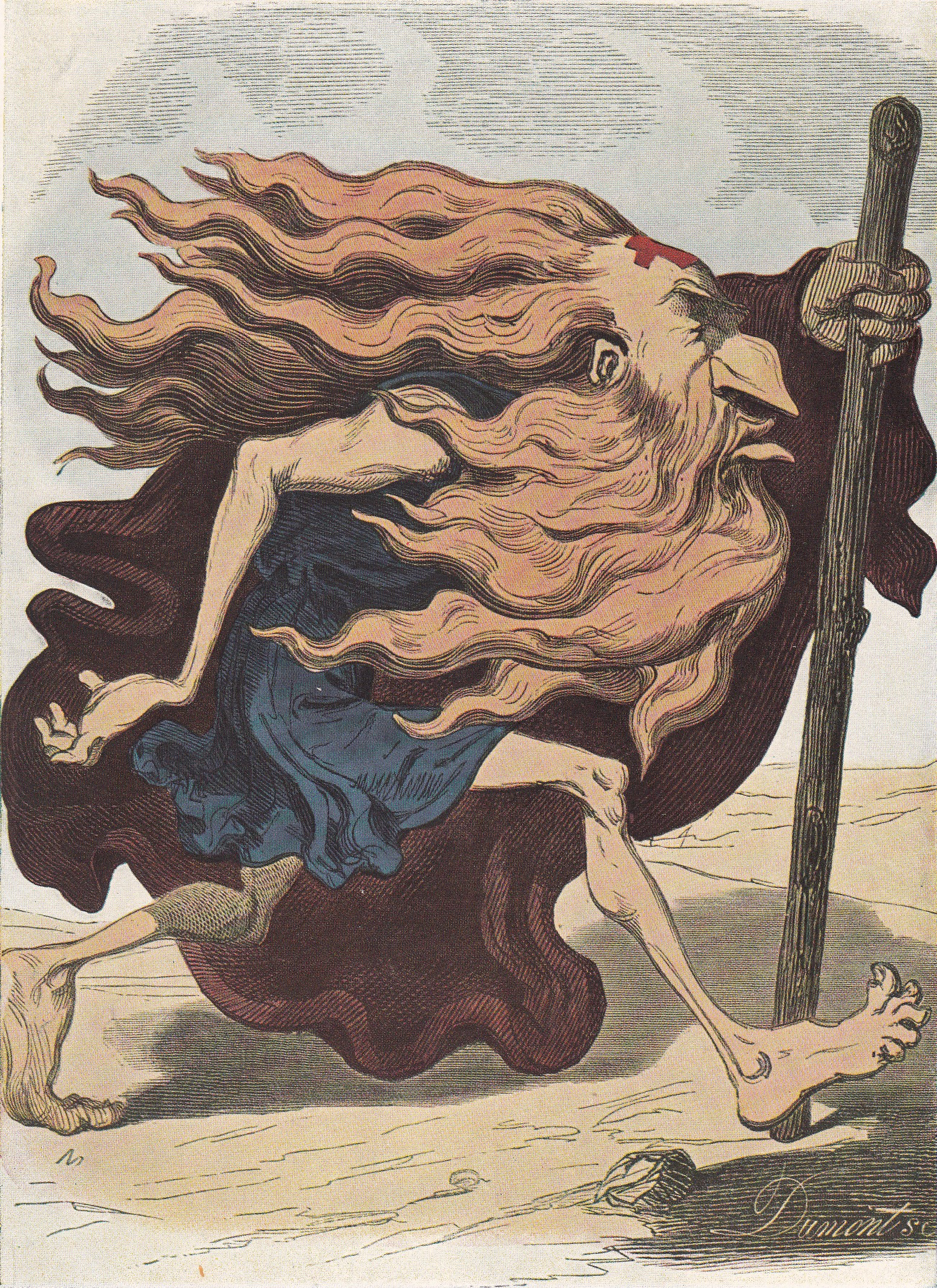
Caricatura del judío errante de Gustave Doré (1852).

Recurrente en David Golder, el judío que emerge de un gueto pésimo es un topos de finales del siglo XIX y principios del XX, explotado o no por los escritores judíos; y el financiero codicioso, a veces corrupto, a veces brillante, evoca ciertos personajes de Balzac, Zola o Maupassant. Habiendo estudiado el estereotipo del judío pelirrojo en la literatura europea del siglo XIX y siglo XX, Nelly Wolf  señala su prevalencia en David Golder, donde seis personajes son pelirrojos, además del héroe epónimo y su esposa. Observa que el pelirrojo funciona a la vez como metonimia y metáfora de la condición judía, y que es una de las «garras discursivas a través de las cuales se establece una escenografía de la alteridad», sin ningún estigma particular: su mención provocaría casi mecánicamente un conjunto de otros topoi, desde el oro hasta las llamas infernales, desarrollándose la representación del judío a través de un montaje de signos presentes en la cultura.
Estos estereotipos chocan «hoy porque son parte de una doxa antisemita que sirvió de base ideológica para la destrucción de los judíos de Europa»; en aquella época, lo que una parte de la prensa judía criticaba a Irène Némirovsky no eran sus personajes en sí, sino que, en su obsesión por los buenos sentimientos, los ennegrecían inoportunamente. Si bien, a diferencia de otros autores judíos, la novelista retomó más o menos como en 1929 las imágenes banales que le parecían «uno de los ingredientes del espíritu francés», luego fue matizando más sus descripciones.
El hecho de que los antisemitas de 1930 vieran sus prejuicios confirmados por David Golder no invalida otras lecturas, subraya Alice Kaplan. Angela Kershaw repite que los malentendidos se deben a su recepción, no a su producción, ya que Némirovsky corrió el riesgo de la ambigüedad al abstenerse de cualquier juicio narrativo sobre sus personajes: no da su opinión sobre sus protagonistas, vistos a menudo a través de la mirada de otro, lo que abre un abanico interpretativo. El retrato de Soifer, presentado desde un punto de vista omnisciente, parece el único en el que expresa una visión personal, en este caso bastante compasiva: «Más tarde, Soifer moriría solo, como un perro, sin un amigo, sin una corona de flores en su tumba, enterrado en el cementerio más barato de París, por su familia que lo odiaba, a la que él había odiado, a la que, sin embargo, dejó una fortuna de más de treinta millones, cumpliendo así hasta el final el destino incomprensible de todo buen judío en esta tierra».
Susana R. Suleiman demuestra que una ficción puede percibirse subjetivamente como una novela de tesis tan pronto como toca un tema delicado: ante el primer estereotipo peyorativo, el lector tiende a suponer que el autor se lo toma como algo personal y a encerrarse en un círculo hermenéutico donde todo reforzará en adelante la interpretación que cree correcta. Sin embargo, Némirovsky no sólo pretende pintar a los judíos rusos que conocía, sino que, sobre todo, David Golder, al igual que sus textos posteriores, carece de los elementos esenciales para ser calificado de antisemita: «un sistema coherente de significado que busca desacreditar a los judíos». Atribuir la repugnante visión de Fischl a Némirovsky lleva a condenarla por antisemita; entender que es visto por Golder, que teme ser agrupado con él, permite comprender que ella está iniciando una reflexión sobre el autodesprecio judío.

### Inicio de una reflexión sobre el judaísmo
A partir de David Golder, Irène Némirovsky utilizó temas judíos para exorcizar el pasado o cuestionar la identidad judía.
El judaísmo está primero en casa, «un escenario o metáfora de temas como la soledad, el arrepentimiento infantil, el desarraigo o la búsqueda de respetabilidad», por no hablar de la inmoralidad ligada al dinero que también recorre sus novelas «francesas». David Golder verifica lo que ella luego dijo que quería describir: «personas desquiciadas, alejadas del entorno, del país donde normalmente habrían vivido, y que no se adaptan sin sobresaltos o sufrimientos a una nueva vida». «La autora utiliza estereotipos para ajustar cuentas no con su identidad judía, sino con la triste novela de su infancia», mostrando una familia rota que es la antítesis de las ideas comunes sobre la familia judía.
Posteriormente el novelista utilizaría estereotipos para desacreditar el antisemitismo; pero en la novela los utiliza para vislumbrar el malestar existencial de los judíos divididos entre su deseo de mezclarse en una sociedad más o menos hostil y lo que siglos de opresión han moldeado en ellos. Comenzó entonces a meditar sobre la cuestión judía, término que, antes de designar para sus enemigos el problema del lugar de los judíos en la nación, encubría para sí mismos estos dilemas de identidad. Antes de reencontrarse con sus orígenes, Golder prefigura los personajes de Némirovsky para quien «“el otro” [...] no es francés, cristiano, sino “otro” entre los judíos». Al igual que el sociólogo afroamericano W. E. B. Du Bois Susana R. Suleiman prefiere llamar a esta ambivalencia «conciencia escindida». Némirovsky no es su presa, sino «la cronista desde dentro», ahondando «en las heridas más profundas del judaísmo», que considera tanto biológico como histórico.
Mientras David Golder y su autora siguen suscitando debate entre los lectores judíos y en Estados Unidos, donde aun no todos sus libros han sido traducidos, el académico estadounidense espera contribuir a esclarecer y apaciguar La cuestión Némirovsky.

## Adaptaciones
- 1931: David Golder, película francesa dirigida por Julien Duvivier, con Harry Baur, Paule Andral, Jackie Monnier y Jacques Grétillat.[205][206]
- 1950: La pasión de su vida (My Daughter Joy), película británica dirigida por Gregory Ratoff, adaptación libre de David Golder, con Edward G. Robinson, Peggy Cummins y Richard Greene.[207]

### Libros
- Baudelle, Yves; Renard, Paul (2012). Irène Némirovsky: David Golder, Le Vin de solitude et Suite française (en francés). París: Roman 20-50. ISBN 9782908481761.
- Corpet, Olivier (2010). Irène Némirovsky, un destin en images (en francés). París: Denoël. ISBN 9782207109748.
- Donadille, Christian (2012). David Golder: un itinéraire de la dépossession et du rachat, en Irène Némirovsky: David Golder, Le Vin de solitude et Suite française (en francés). París: Roman 20-50. pp. 7-18. ISBN 9782908481761. Consultado el 22 de septiembre de 2024.
- Philipponnat, Olivier; Lienhardt, Patrick (2007). La Vie d'Irène Némirovsky (en francés). París: Grasset/Denoël. ISBN 9782253124887.
- Poirier, Jacques (2012). Payer, payer et encore payer, en Irène Némirovsky: David Golder, Le Vin de solitude et Suite française (en francés). París: Roman 20-50. pp. 19-29. ISBN 9782908481761. Consultado el 22 de septiembre de 2024.
- Renard, Paul (2012). David Golder de Julien Duvivier: une adaptation fidèle de David Golder d'Irène Némirovsky (en francés). París: Roman 20-50. pp. 43-56. ISBN 9782908481761. Consultado el 22 de septiembre de 2024.
- Suleiman, Susan Rubin (2017). La question Némirovsky: vie, mort et héritage d'une écrivaine juive dans la France du XXe siècle (en francés). Albin Michel. ISBN 978-2-226-31516-8.
- Weiss, Jonathan (2012). La réception des œuvres d'Irène Némirovsky aux États-Unis, en Irène Némirovsky: David Golder, Le Vin de solitude et Suite française (en francés). París: Roman 20-50. pp. 125-135. ISBN 9782908481761. Consultado el 22 de septiembre de 2024.
- Némirovsky, Irène (2005). David Golder. Le Livre de Poche (en francés). Paris: Librairie Générale Française/Hachette. ISBN 2246151457.
- Weiss, Jonathan (2005). Irène Némirovsky (en francés). París: Éditions du Félin. ISBN 9782866457204.
- Wolf, Nelly (2012). Le Juif roux : présence du stéréotype en David Golder, en Irène Némirovsky: David Golder, Le Vin de solitude et Suite française (en francés). París: Roman 20-50. pp. 19-29. ISBN 9782908481761. Consultado el 22 de septiembre de 2024.

### Publicaciones
- Philipponnat, Olivier (2009). «Les “ambiguïtés” d'Irène Némirovsky À propos de: A. Kershaw, Before Auschwitz. Irène Némirovsky and the Cultural Landscape of Inter-war France». La Vie des idées (en francés). Consultado el 22 de septiembre de 2024.